# فن البوسنة والهرسك
يشير مصطلح فن البوسنة والهرسك إلى القطع الفنية التي أنتجتها المجموعات العرقية الدينية في البوسنة والهرسك (البوشناق، والصرب، والكروات) من عصور ما قبل التاريخ حتى اليوم.

## التراث القديم

### ما قبل التاريخ
تحتضن البوسنة والهرسك أقدم أثر باقٍ من العصر الحجري القديم في جنوب شرق أوروبا، وهي نقوش كهف باداني بالقرب من استولاك في الهرسك. أكثرها شهرة هو نقش لحصان تهاجمه الأسهم، محفوظ في شظايا تعود إلى نحو 14500-12000 ق.م.
خلال الوقت الذي بدأ فيه ظهور ثقافات العصر الحجري الحديث والعصر النحاسي، وبدأت الثقافات البانونية والمتوسطية في الاختلاط. تأثرت الهرسك بشكل كبير بخزف امبرسو (الخزف الانطباعي) من غرب البحر المتوسط، كما يظهر في الكهف الأخضر بالقرب من موستار، وتشايري بالقرب من استولاك، وليسيتشيتشي بالقرب من كونييتش، وبيخا ليني بالقرب من غرودى.
تأثرت الثقافة المحلية في المناطق العليا لنهر البوسنة والأجزاء الشمالية الشرقية من البوسنة (أوبرى بالقرب من كاكاني) بالثقافات الأدرياتيكية في الجنوب وثقافة ستاركتافيتش في الشمال الشرقي. التعبيرات الأصلية لهذه الثقافة هي الأواني الخزفية ذات الأربعة أرجل، المسماة رايتون. الموجودة أيضًا في ثقافة دانيلو على الساحل الكرواتي.

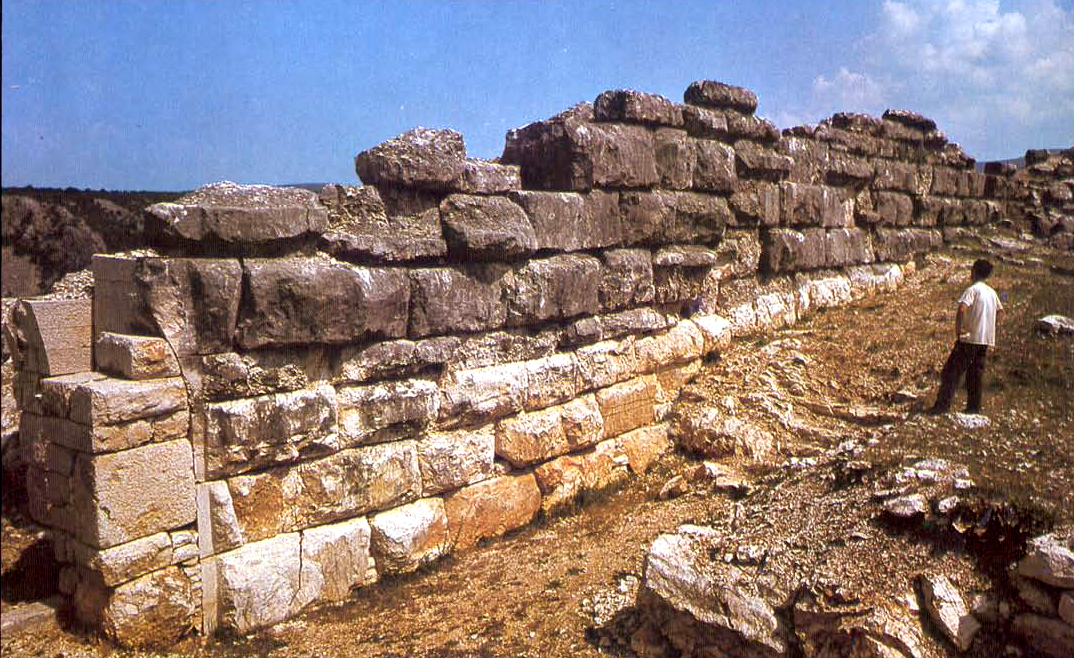
أطلال جدران مدينة داورسون العائدة للقرن الرابع قبل الميلاد.

بسبب هذه التأثيرات، تُعتبر ثقافة كاكاني جزءًا من دائرة واسعة من قبائل العصر الحجري الحديث التي تبعت عبادة قوة الحياة (من شمال إيطاليا، ودالماسيا، وإبيروس إلى بحر إيجه). تتميز ثقافة بوتمير القريبة من سراييفو بالسيراميك المزجج الفاخر والزخارف الهندسية المتنوعة، الحلزونية غالبًا.
استُبدل البرونز بالحديد منذ القرن السابع قبل الميلاد فصاعدًا، ولم يعد يُصنع من البرونز سوى المجوهرات والقطع الفنية. بدأت الثقافة البرونزية للإيليريين، وهم مجموعة عرقية لها شكل فني متميز، في تنظيم نفسها في ما يعرف اليوم بكرواتيا، وصربيا، والبوسنة والهرسك. شكلت القبائل الإيليرية المختلفة، تحت تأثير ثقافات خاوستات (هالشتات) من الشمال، مراكز إقليمية أساسية. مع استثناء ملحوظ من بود القريبة من بوغوينو في الوادي الأعلى لنهر فرباس، إذ لا يعرف شيء عن مستوطناتهم. وُثقت في مقابر بيلوتِش وبيلا تسركفا في شرق البوسنة طقوس دفن الجثث وإحراقها، بوجود هياكل عظمية في توابيت حجرية ورماد في جرار. تظهر الأدوات المعدنية هنا جنبًا إلى جنب مع الأدوات الحجرية. تنتمي معظم البقايا إلى العصر البرونزي الأوسط.
لعبت عبادة الموت الخاصة بهم دورًا مهمًا للغاية، إذ يظهر دليل عليها في طريقة دفنهم شديدة الحرص ووجود طقوس الدفن. أنتجت قبائل جابوديان (التي وُجدت حول بيخاتش) قلادات ثقيلة ضخمة الحجم من عجينة زجاجية صفراء، أو زرقاء، أو بيضاء والإبزيمات البرونزية الكبيرة، فضلاً عن الأساور الحلزونية، والأكاليل والخوذات المصنوعة من رقائق البرونز.
وصل الكلت الأوائل إلى المنطقة في القرن الرابع قبل الميلاد، جالبين معهم تقنية عجلة الخزف، وأنواع جديدة من الإبزيمات، وأحزمة مختلفة من البرونز والحديد. لكنّ تأثيرهم على فن البوسنة والهرسك لا يكاد يذكر.

### العصور القديمة
هيمنت التأثيرات الهلنستية للداورس -وهي قبيلة إيليرية- كثيرًا على دلتا نيريتفا في الجنوب. كانت عاصمتهم داورسون في أوشانيتشي القريبة من استولاك المركز الرئيس للثقافة القديمة في البوسنة والهرسك. أخضع الرومان الإيليريين في القرن الأول قبل الميلاد، فتحولت المقاطعات الإيليرية إلى مقاطعات تابعة لروما وبيزنطة.
بنى الرومان في البوسنة والهرسك عدة معابد صغيرة مزينة بنقوش مجسمة. احتوى مجمع حرم المرقاة في غراداكس بالقرب من بوسوشييه -من عام 184 ميلاديًا- على معبد رخامي مخصص للإمبراطور المتوفى حديثًا وقتها، ماركوس أوريليوس. يتميز الفن الروماني المتأخر في البوسنة والهرسك كثيرًا ببناء الفيلات، والأضرحة المسيحية، والكاتدرائيات، والكنائس الصغيرة، مثل الضريح في شيبوفو بالقرب من يايكسى وفيللا موغوريلو بالقرب من تشابليا (كابلخينا) وكذلك المنحوتات.

## فن العصور الوسطى في البوسنة والهرسك

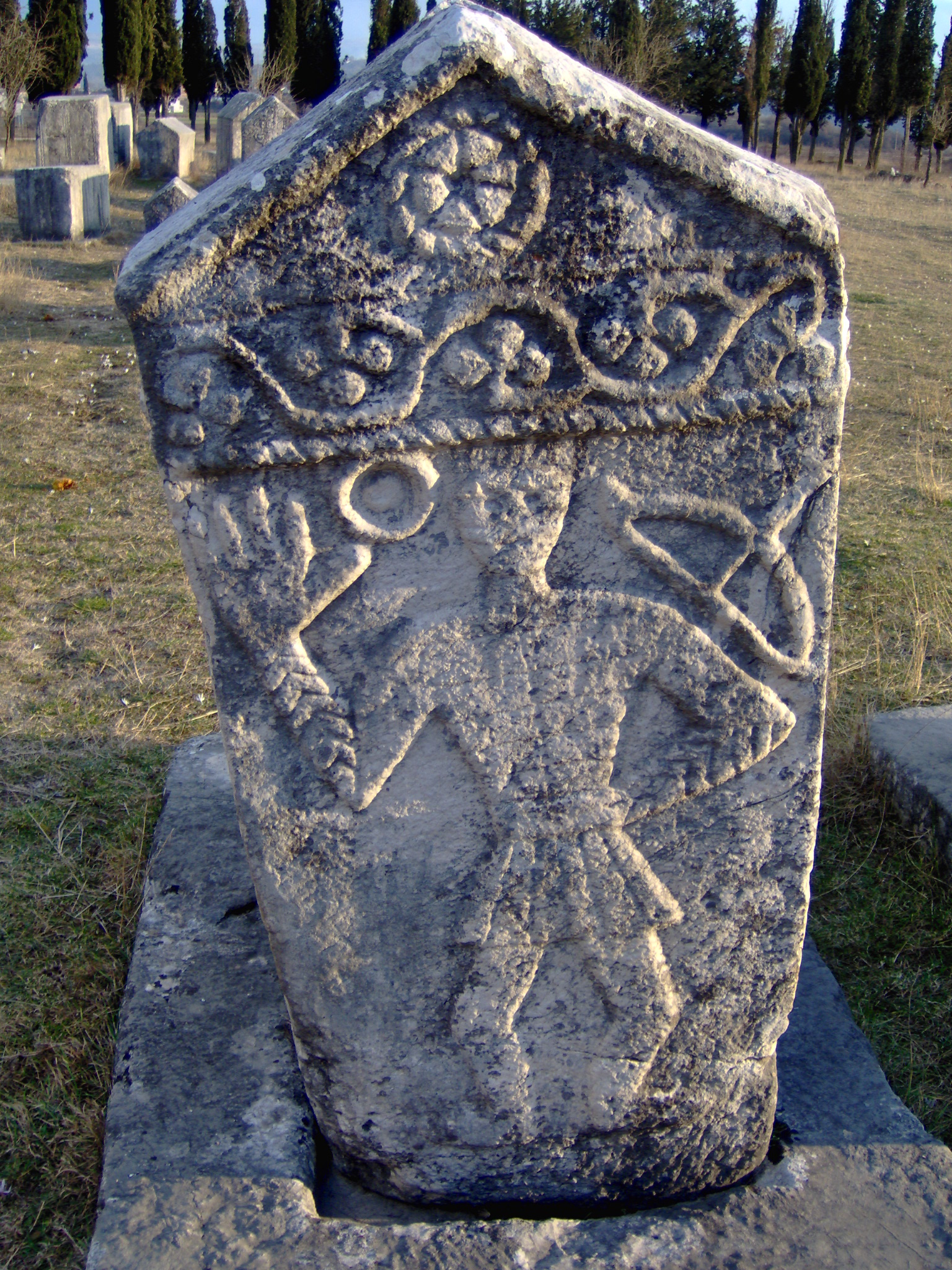
نصب ستيتشسي.

جاء التأثير الرومانسكي في البوسنة والهرسك من كرواتيا لكنه لم يُقبل تمامًا؛ ولذلك اعتُمِدت فقط بعض العناصر منه.
تُمثَّل تأثيرات الفن القوطي في القرن الرابع عشر بأوامر الوعظ (الرتب التبشيرية) وثقافة الفروسية. كان الدين والنبالة العوامل الأساسية للتكريس في الثقافة البوسنية.
منذ أقدم عصور المملكة البوسنية، دُفِن النبلاء في مقابر كبيرة بالقرب من الطرق التي تميزت بشواهد قبور تذكارية (ستيتشاك). حُفر على الستيتشاك في بعض الأحيان نقوش مجسمة تظهر جميع أنواع الزخارف، من المصوِرة لأشخاص إلى الرموز، وأحيانًا كتابات باللغة السيريلية البوسنية. ترتبط هذه المقابر ارتباطًا وثيقًا بالكنيسة البوسنية ومعظم الزخارف مستمدة من نظام اعتقادها الخاص، لكنّ بعضها مستمد أيضًا من فنيّ الرومانسيك (الصلبان، والممرات مع الأقواس شبه الدائرية، والابن، ونصف القمر وما إلى ذلك) والقوطي (الممرات مع الأقواس الحادة، والفرسان الراكبون، والدروع، والسيوف، والزنابق وما إلى ذلك) الغربيين.
المثالان الأكثر استثنائية للمخطوطات المزخرفة من العصور الوسطى في البوسنة هما مخطوط مبشر هفال في زغرب، وهو مخطوط مزخرف ببذخ بالعديد من المنمنمات. وكتاب القداس لخرفويا فوكيتشتشا خيرفاتينيتشا –وهو كتاب الشعائر الخاص بالدوق البوسني وحاكم دالمسيا- خرفويا فوكيتشتشا خيرفاتينيتشا، موجود الآن في إسطنبول، ومصوَّر بالألوان مع العديد من التفاصيل عن ثقافة (فكر) الفروسية. وقد صوِّر كلاهما في سبليت، كرواتيا.

## الفن العثماني في البوسنة والهرسك
كانت البوسنة بأكملها تحت الحكم العثماني في القرن السادس عشر، فأُطفِأ التأثير الغربي لفن عصر النهضة وعصر الباروك اللاحق من المنطقة. كانت الأماكن الوحيدة التي بقي فيها بعض الفن الغربي أديرة الفرنسيسكان في فيسوكو، كريشيفو، ودير الفرنسيسكان في فوينيكسا، ودير الفرنسيسكان في كرالييفا سوتيسكا، إلخ.
من ناحية أخرى، ابتدأت الفترة العثمانية حقبةً جديدة من الفن في البوسنة والهرسك حقبةَ الفن الإسلامي الذي ازدهر حتى القرن التاسع عشر. في ذلك الوقت، تعايشت ثلاثة تقاليد فنية راسخة في البوسنة والهرسك: الكاثوليكية الغربية والأرثوذكسية البيزنطية، والعثمانية الإسلامية التي كانت مهيمنة.
كان العثمانيون ينشئون المدن الحضرية الغنية بالتأثيرات الإسلامية والبيزنطية بسرعة لدى غزوهم البوسنة والهرسك. على سبيل المثال، بنى العثمانيون في فوتشا في القرن السادس عشر 17 مسجدًا، و29 نافورة عامة، و6 حمامات عامة (حمام تقليدي)، و 13 نزلًا للقوافل (خان). تعَد سراييفو مثالًا للمدينة المفتوحة غير الحضرية حيث تنتظم المباني الأكثر أهمية حول أحد الشوارع المتفرعة، فيسمى (الشارع) شارشيا (بالفارسية جهار-سو تعني جميع الجوانب الأربعة). ويُعتبر باشارشيا -الأكبر شهرة في سيراييفو بمتاجر تضم 50 حرفةً- مختلفًا من القرن الخامس عشر.